# Duan Asemota
Duan Asemota (Montreal, 29 de agosto de 1996) es un deportista canadiense que compite en atletismo, especialista en las carreras de velocidad. Ganó una medalla de oro en los Relevos Mundiales 2025, en la prueba de 4 × 100 m mixto.

## Palmarés internacional
| Relevos Mundiales | Relevos Mundiales | Relevos Mundiales | Relevos Mundiales |
| Año               | Lugar             | Medalla           | Prueba            |
| ----------------- | ----------------- | ----------------- | ----------------- |
| 2025              | Cantón (China)    | Medalla de oro    | 4 × 100 m mixto   |